# Estonian Air
Estonian Air var ett estniskt nationellt flygbolag. Den 8 november 2015 meddelade bolaget att det begärde sig i konkurs.

## Historik
Bolaget grundades 1991 genom att den estniska avdelningen av Aeroflot bröts ut ur moderorganisationen. Bolaget privatiserades delvis 1996, då Maersk Air vann en anbudstävling. Estonian Air ägdes till 49 procent av SAS, 34 procent av estniska staten och 17 procent av Cresco. I januari 2008 hade företaget 471 anställda.
I november 2008 erbjöd sig SAS att lösa in estniska statens aktier i Estonian Air. Efter att anbudet avvisats meddelade SAS att dess andel i Estonian Air var till salu.
Estonian Air började med Tupolev Tu-134 och Jakovlev Jak-40 och hade senare även Fokker 50, fyra Boeing 737-500, två Boeing 737-300 och två Saab 340A till 22 destinationer. Estonian Air har sedan starten inte haft några haverier eller allvarliga tillbud.
Under hösten 2015 beslutade EU-kommissionen att Estonian Air skulle återbetala ekonomiskt stöd till estniska staten som bolaget mottagit. Estonian Air saknade likvida medel att återbetala stödet och försattes därför i konkurs.